# Saint-Jean-de-la-Haize
Saint-Jean-de-la-Haize és un municipi francès situat al departament de la Manche i a la regió de Normandia. L'any 2007 tenia 487 habitants.

## Demografia

### Població
El 2007 la població de fet de Saint-Jean-de-la-Haize era de 487 persones. Hi havia 196 famílies de les quals 40 eren unipersonals (16 homes vivint sols i 24 dones vivint soles), 84 parelles sense fills, 68 parelles amb fills i 4 famílies monoparentals amb fills.
La població ha evolucionat segons el següent gràfic:
Habitants censats

### Habitatges
El 2007 hi havia 224 habitatges, 200 eren l'habitatge principal de la família, 15 eren segones residències i 9 estaven desocupats. 220 eren cases i 4 eren apartaments. Dels 200 habitatges principals, 157 estaven ocupats pels seus propietaris, 39 estaven llogats i ocupats pels llogaters i 4 estaven cedits a títol gratuït; 10 tenien dues cambres, 21 en tenien tres, 62 en tenien quatre i 107 en tenien cinc o més. 123 habitatges disposaven pel capbaix d'una plaça de pàrquing. A 74 habitatges hi havia un automòbil i a 118 n'hi havia dos o més.

### Piràmide de població
La piràmide de població per edats i sexe el 2009 era:
| Homes | Edats   | Dones |
| ----- | ------- | ----- |
| 0     | 95 o +  | 0     |
| 0     | 90 a 94 | 0     |
| 4     | 85 a 89 | 0     |
| 0     | 80 a 84 | 4     |
| 8     | 75 a 79 | 4     |
| 16    | 70 a 74 | 12    |
| 12    | 65 a 69 | 28    |
| 20    | 60 a 64 | 12    |
| 0     | 55 a 59 | 8     |
| 4     | 50 a 54 | 8     |
| 36    | 45 a 49 | 12    |
| 8     | 40 a 44 | 4     |
| 12    | 35 a 39 | 24    |
| 16    | 30 a 34 | 4     |
| 12    | 25 a 29 | 16    |
| 0     | 20 a 24 | 8     |
| 8     | 15 a 19 | 4     |
| 20    | 10 a 14 | 16    |
| 12    | 5 a 9   | 16    |
| 8     | 0 a 4   | 12    |

## Economia
El 2007 la població en edat de treballar era de 316 persones, 246 eren actives i 70 eren inactives. De les 246 persones actives 232 estaven ocupades (121 homes i 111 dones) i 14 estaven aturades (3 homes i 11 dones). De les 70 persones inactives 37 estaven jubilades, 25 estaven estudiant i 8 estaven classificades com a «altres inactius».

### Ingressos
El 2009 a Saint-Jean-de-la-Haize hi havia 196 unitats fiscals que integraven 479 persones, la mediana anual d'ingressos fiscals per persona era de 17.949 €.

### Activitats econòmiques
Dels 8 establiments que hi havia el 2007, 1 era d'una empresa de fabricació d'altres productes industrials, 3 d'empreses de construcció, 2 d'empreses de comerç i reparació d'automòbils, 1 d'una empresa immobiliària i 1 d'una empresa de serveis.
Dels 3 establiments de servei als particulars que hi havia el 2009, 1 era un guixaire pintor, 1 electricista i 1 agència immobiliària.
L'any 2000 a Saint-Jean-de-la-Haize hi havia 42 explotacions agrícoles que ocupaven un total de 516 hectàrees.

## Poblacions més properes
El següent diagrama mostra les poblacions més properes.